# Eva Melander
Eva Kristina Viktoria Melander, född 25 december 1974 i Gävle, är en svensk skådespelare. Hon har tilldelats tre Guldbaggar.

## Biografi
Melander utbildades på Teaterhögskolan i Malmö 1998–2002 och har medverkat i ett flertal teateruppsättningar på bland annat Dramaten, Kulturhuset Stadsteatern, Riksteatern och Radioteatern. 2015 mottog hon Teaterförbundets Daniel Engdahl-stipendium för sina insatser som filmskådespelare.
Hon är uppmärksammad för att ha porträtterat Sebbes mamma i den guldbaggebelönade filmen Sebbe (2010). Melander har även medverkat i Lasse Hallströms Hypnotisören (2012) och ett flertal TV-serier, kortfilmer och novellfilmer. 2015 medverkade hon i Beata Gårdelers långfilm Flocken och Modus.
Vid Guldbaggegalan 2016 vann hon pris i kategorin Bästa kvinnliga biroll för sin insats i Flocken. Vid Guldbaggegalan 2019 vann hon en andra Guldbagge. Denna gång prisades hon i kategorin bästa kvinnliga huvudroll för sin insats i filmen Gräns. Vid Guldbaggegalan 2025 tilldelades hon sin tredje Guldbagge, för sin insats i birollen i komedin Strul.
Melander spelade en mindre roll, som Linnéas mor, i filmen Pleasure.
Melander är yngre syster till distriktsläkaren Per Melander, vinnare av Hippokratespriset 2023.

## Filmografi (i urval)
- 2005 – Lasermannen (TV-serie)
- 2006 – Mästerverket (TV-serie)
- 2007 – Sluta stöna eller dö
- 2010 – Sebbe
- 2011 – Dublin
- 2012 – Hypnotisören
- 2012 – Äkta människor (TV-serie)
- 2014 – Bron (TV-serie)
- 2014 – Vännerna
- 2014 – Allt vi delar
- 2015 – Modus (TV-serie)
- 2015 – Flocken
- 2017–2020 – Rebecka Martinsson (TV-serie)
- 2017 – Jordskott (TV-serie)
- 2017 – Syrror (TV-serie)
- 2018 – Gräns
- 2019 – Allt jag inte minns (TV-serie)
- 2020 – Inland
- 2020 – Charter
- 2020 – White wall (TV-serie)
- 2021 – Pleasure
- 2021 – Snöänglar (TV-serie)
- 2021 – Deg (TV-serie)
- 2021 – Den osannolika mördaren (TV-serie)
- 2022 – UFO Sweden
- 2023 – Konferensen
- 2024 – Strul
- 2024 – Vargasommar (TV-serie)

## Priser och utmärkelser
- Guldbagge, Bästa kvinnliga biroll (2015)
- Guldbagge, Bästa kvinnliga huvudroll (2019)
- Guldbagge, nominerad till bästa kvinnliga biroll (2021)
- Guldbagge, Bästa kvinnliga biroll (2025)

## Teater

### Roller
| År   | Roll                     | Produktion                                                                     | Regi                                                            | Teater                 |
| ---- | ------------------------ | ------------------------------------------------------------------------------ | --------------------------------------------------------------- | ---------------------- |
| 2004 |                          | Krig Lars Norén                                                                | Gildas Milin                                                    | Riksteatern            |
| 2006 | Ida                      | Den stora apan (Iso-apina) Laura Ruohonen                                      | Karl Seldahl                                                    | Stockholms stadsteater |
| 2006 | Diana, änkans dotter     | Slutet gott, allting gott (All's Well That Ends Well) William Shakespeare      | Thomas Segerström                                               | Romateatern            |
| 2006 |                          | Cleansed Sarah Kane                                                            | Kjersti Horn                                                    | Dramatiska institutet  |
| 2008 | Rita/Susan               | Timmarna med Rita (Educating Rita) Willy Russell                               | Öllegård Goulos                                                 | Dalateatern            |
| 2009 | Maria Botchkareva        | Monsterkabinettet Malin Axelsson                                               | Sara Giese                                                      | Unga Klara             |
| 2010 |                          | RAPPORTER – djur som dör Marcus Lindeen                                        | Marcus Lindeen                                                  | Riksteatern            |
| 2011 | Veronica                 | Vargtimmen Ingmar Bergman                                                      | Malin Stenberg                                                  | Dramaten               |
| 2012 | Schwartz                 | Rövare (Die Räuber) Friedrich Schiller                                         | Jens Ohlin                                                      | Dramaten               |
| 2012 | Belle                    | Dissekering av ett snöfall Sara Stridsberg                                     | Tatu Hämäläinen                                                 | Dramaten               |
| 2012 | Nancy Knapp              | Spoon River Edgar Lee Masters                                                  | Benoît Malmberg                                                 | Dramaten               |
| 2013 | Dr Eva Dockhaus          | Drömdykarna NYXXX                                                              | NYXXX (Tova Gerge, Ebba Petrén, Albin Werle och Gabriel Widing) | Dramaten               |
| 2014 | Direktören Falskspelaren | Streber Stig Dagerman                                                          | Olle Jansson                                                    | Dramaten               |
| 2018 |                          | Rickard III (The Life and Death of King Richard the Third) William Shakespeare | Kjersti Horn                                                    | Uppsala Stadsteater    |

## Radio (urval)
- 2007 Jag talar om oss, SR Radioteatern
- 2011 Allt du önskar, Julkalendern SR Filt
- 2014 Kyrkogårdsboken, SR Radioteatern
- 2015 No limit, SR Radioteatern
- 2015 Girlnet, SR Radioteatern